# Karin Hahn-Hissink
Karin Hahn-Hissink (bis 1966 Karin Hissink; * 4. November 1907 in Berlin; † 23. Mai 1981 in Kronberg im Taunus) war eine deutsche Ethnologin. Während des Zweiten Weltkriegs war sie zeitweise vertretende Leiterin des Frobenius-Instituts. Nach dem Krieg unternahm sie unter anderem Forschungsreisen nach Bolivien und arbeitete am Museum für Völkerkunde der Stadt Frankfurt.

## Leben

### Herkunft und Jugend
Karin Hissink wurde am 4. November 1907 als Tochter von Jack und Hertha Hissink in Berlin geboren. Der Vater kam aus den Niederlanden und arbeitete bei AEG in einer leitenden Position, die Mutter stammte aus einer wohlhabenden Charlottenburger Familie. Gemeinsam bewirtschafteten die Eheleute zudem einen großen landwirtschaftlichen Betrieb in Gatow. Hertha Hissink setzte sich für die Gleichberechtigung von Mann und Frau ein und schrieb mit diesem Anliegen etwa 1933 einen Brief an Adolf Hitler. Hissink hatte einen Bruder namens Jan. In ihrer Jugend trieb sie Sport, der den Kindern reicherer Familien vorbehalten war: So war sie Mitglied in der Spandauer Damengruppe Segelflieger und fuhr mit ihrem Bruder in Skiurlaube. Daneben erhielt sie aber auch eine geschlechtsspezifische Erziehung und besuchte etwa einen Kurs für Säuglings-, Kinder- und Krankenpflege des Lette-Vereins. Die ersten fünf Jahre ihrer Schulzeit besuchte Hissink die Privatschule Tanneck im Westend und wechselte nach deren Auflösung an das Westend-Gymnasium. Dort legte sie wahrscheinlich 1928 ihr Abitur ab.

### Ausbildung und Einstieg ins Berufsleben
Zwischen 1928 und 1933 studierte Karin Hissink Philosophie, Archäologie sowie Ur- und Frühgeschichte und Völkerkunde an der Ludwig-Maximilians-Universität München, der Universität Lausanne und der Friedrich-Wilhelms-Universität in Berlin. An letzterer wurde sie 1933 mit der Dissertation Masken als Fassadenschmuck, untersucht an alten Bauten der Halbinsel Yucatan promoviert. Anschließend arbeitete Hissink bis 1934 als Volontärin am dem Museum für Völkerkunde angegliederten Ethnologischen Forschungsinstitut.

### Arbeit in Frankfurt: Frobenius-Institut und Museum für Völkerkunde
1934 siedelte Hissink nach Frankfurt am Main über. Dort wurde sie Assistentin am Frobenius-Institut (damals noch: Institut für Kulturmorphologie), das der Johann Wolfgang Goethe-Universität Frankfurt am Main angegliedert war, und am Museum für Völkerkunde der Stadt Frankfurt. 1934 und 1935 nahm Hissink an der zwölften Deutschen Inner-Afrikanischen Forschungsexpedition, D.I.A.F.E. nach Transjordanien und Libyen teil. Dort war sie an der Aufnahme von Felsmalereien beteiligt. 1937 lernte sie Albert Hahn (1910–1995), ihren späteren Ehemann, kennen. Nach dem Tod von Leo Frobenius am 9. August 1938 waren zunächst Alfred Schachtzabel und Wilhelm Emil Mühlmann als dessen Nachfolger im Gespräch. Keiner von beiden erhielt die Stelle, die stattdessen zeitweilig vertretungsweise von Hissink geleitet wurde. Erst nach dem Krieg wurde 1945 mit Adolf Ellegard Jensen die Leitung des Frobenius-Instituts und des Museums für Völkerkunde wieder besetzt.
Nach dem Beginn des Zweiten Weltkriegs wurden die Mitarbeiter des Instituts nach und nach zum Kriegsdienst eingezogen. In dieser Zeit lag die Leitung von Institut und Museum zum größten Teil bei Karin Hissink. Unter ihr wurden vor allem die Museumsaufstellung und Ordnungsarbeiten weitergeführt. Ab Ende 1940 wurden einige Mitarbeiter, unter ihnen Jensen, für die Mitarbeit an einem Handbuch für angewandte Völkerkunde vom Wehrdienst beurlaubt. Bis September 1943 war deshalb der eigentliche Leiter wieder am Institut zugegen. Die Bestände des Instituts konnten größtenteils über den Krieg gerettet werden, jedoch wurden die Räumlichkeiten bei Bombenangriffen zerstört. Ab Ende 1944 war das Frobenius-Institut in der Privatwohnung von Karin Hissink in der Myliusstraße untergebracht, wo noch ein weiterer Raum angemietet werden konnte. So wurde die Institutsarbeit trotz großer Einschränkungen bis zum Kriegsende aufrechterhalten. Trotz seiner kriegsbedingten Abwesenheit übte Jensen weiterhin Kontrolle über die Institutsarbeit aus und führte zu diesem Zweck einen Briefwechsel mit Hissink. Nach Ende des Krieges übernahm er wieder den Posten des Museumsdirektors und Leiters des Instituts. Der Übergang verlief aber nicht reibungslos. Hissink hatte weiterhin eine starke Position inne, zudem gab es persönliche Komplikationen, weil sie auf eine private Beziehung mit Jensen gehofft hatte. Letztendlich heiratete Jensen Elisabeth Pauli, eine enge Arbeitskollegin und Freundin von Hissink. Zur Klärung der Situation trug auch Hildegard Klein bei.
Während des Krieges hatte Hissink alle ihre nahen Verwandten verloren: Ihr Bruder starb als Oberstleutnant 1939, ihr Vater erlag 1940 den Folgen einer schweren Krankheit und ihre Mutter starb 1944 bei einem Bombenangriff auf Berlin. Neben ihrer Tätigkeit in Frankfurt kümmerte sie sich auch um den landwirtschaftlichen Betrieb ihrer Eltern in Berlin.

### Nachkriegszeit und späte Jahre: Forschung in Bolivien
Von 1947 bis 1972 arbeitete Hissink als Kustodin am Frankfurter Museum für Völkerkunde. 1951 unternahm sie eine Studienreise in die Vereinigten Staaten. Auf dieser Reise sammelte sie Anregungen für die Präsentation im Museum und knüpfte Kontakte für die internationalen wissenschaftlichen Beziehungen des Frobenius-Instituts. Zwischen dem 29. April 1952 und 17. Juni 1954 hielt sie sich gemeinsam mit Albert Hahn für Feldforschung in Bolivien auf. Sie forschte zu den Chama, Chimané und Tacana im damals noch wenig untersuchten östlichen Tiefland Boliviens. Den Schwerpunkt bildete die Aufnahme von Mythen und Erzählungen der Tacana, bei denen Hissink und Hahn 14 Monate verbrachten. Ab 1961 publizierte Hissink die Ergebnisse ihrer Forschung in Bolivien. Die Forschungsergebnisse Hissinks gelten als wichtiger Beitrag zur Ethnologie. Die Sammlung von knapp 400 Mythen gilt als die größte zu einem einzelnen südamerikanischen Indianer-Stamm. Die Mythen wurden nicht bloß aufgezeichnet, sondern auch auf ihre Motive hin untersucht, um sie mit anderen Aufzeichnungen vergleichen zu können. Zudem ging Hissink der Frage nach, ob die Motive auch Eingang in die materielle Kultur gefunden hatten. Besonders dieser Aspekt ihrer Arbeit stieß auf Interesse von Claude Lévi-Strauss, den sie mehrmals in Paris traf. Er verfolgte ein ähnliches Anliegen, indem er Motive aus Mythen auch in der Bildenden Kunst – besonders der Ornamentik – der Indigenen suchte. Von ihrer Forschungsreise nach Bolivien brachte Hissink rund 300 Objekte mit nach Frankfurt, die noch heute zur Sammlung des Weltkulturen Museums gehören.
In die Jahre zwischen 1962 und 1970 fielen mehrere Sammel- und Studienreisen nach Südamerika. 1966 heiratete sie Albert Hahn und nahm den Doppelnamen Hahn-Hissink an. 1980 unternahm Hahn-Hissink eine Studienreise nach Kanada und Alaska. Am 23. Mai 1981 starb sie in Kronberg im Taunus. Der private und wissenschaftliche Nachlass von Hahn-Hissink befinden sich im Frobenius-Institut in Frankfurt am Main.

## Veröffentlichungen (Auswahl)
- Masken als Fassadenschmuck. Untersucht an alten Bauten der Halbinsel Yukatan, Heitz & Cie, Leipzig 1934.
- Die allgemeine Amerikaabteilung des Völkermuseums, Frankfurt am Main 1939.
- Die Tacama. Erzählungsgut. Ergebnisse der Frobenius-Expedition nach Bolivien 1952-1954 (Band 1), Stuttgart 1961.
- Volkskunst in Mexiko, Städtisches Museum für Völkerkunde, Frankfurt am Main 1968.
- Felsbilder Mexicos. Als historische, religiöse und Kunstdenkmäler, Reimer, Berlin 1969.
- Volkskunst aus Guatemala, Städtisches Museum für Völkerkunde, Frankfurt am Main 1971.
- mit Albert Hahn, Die Tacana II: Daten zur Kulturgeschichte, Franz Steiner Verlag, Wiesbaden 1984.
- mit Albert Hahn, Chama-Indianer: Daten zur Kulturgeschichte, Franz Steiner Verlag, Wiesbaden 1988.
- mit Albert Hahn, Chimane: Notizen und Zeichnungen aus Nordost-Bolivien, Franz Steiner Verlag, Wiesbaden 1989.